# Giobbe (romanzo)
Giobbe. Romanzo di un uomo semplice (Hiob. Roman eines einfachen Mannes) è un romanzo di Joseph Roth, scritto nel 1930 e ispirato al personaggio biblico di Giobbe.
Si tratta di un romanzo semplice e delicato, pieno di spunti di riflessione riguardo alla fragilità dei beni terreni e dell'importanza che ricopre la famiglia nella vita dell'individuo.
Il romanzo è stato tradotto in 27 lingue di tutto il mondo. In Italia è apparso nel 1932 nella traduzione di Giovanni Necco.

## Trama
Prima parte
Mendel Singer si guadagna da vivere, come suo padre e suo nonno, come insegnante della Torah per i bambini ebrei dello shtetl di Zuchnow. Insieme a sua moglie Deborah, ha già due figli (Jonas e Schemarjah) e una figlia (Mirjam) quando nasce il loro quarto figlio Menuchim. Presto questo mostra un grave disturbo dello sviluppo. Quando è effettuata una vaccinazione ufficiale contro il vaiolo, un medico gli diagnostica l'epilessia. Tuttavia, Mendel decide di non mandare Menuchim all'ospedale perché teme che gli daranno da mangiare cibo contro le regole della Casherut e preferisce fidarsi di Dio. La sofferenza di Menuchim diventa una dura prova per tutta la famiglia. Mendel si trova spesso a discutere con Deborah perché ella è molto meno fedele a Dio di lui ("Occhieggiava le proprietà dei benestanti e invidiava i guadagni della gente di commercio"), e va alla disperata ricerca di un rabbino miracoloso nella città del distretto. Il rabbino predice per Menuchim una ripresa tardiva e persino abilità speciali in futuro a causa del suo handicap: "Il dolore lo farà saggio, la deformità buono, l'amarezza mite e la malattia forte". Aggiunge inoltre che i genitori non dovranno mai abbandonarlo, anche se sarà un grosso peso, infine congeda Deborah.
I tre figli più grandi di Mendel disprezzano e tormentano Menuchim perché si sentono trascurati dalla madre, che si prende cura solo di Menuchim, da quando è nato. Sono presi in giro dagli altri bambini dello shtetl a causa della disabilità di Menuchim, che anche all'età di dieci anni non è in grado di parlare e può solo balbettare la parola "mamma" . Così accade anche che i tre fratelli maggiori lo immergano in un barile di acqua piovana, provando ad affogare il loro detestato fratellino. Menuchim sopravvive al tentato omicidio, ma rimane passivo. Tuttavia, i genitori non perdono mai la speranza. Suo padre, che tenta invano di insegnargli la Bibbia, nota un giorno che Menuchim reagisce in modo insolitamente forte al suono di un bicchiere da tè e al suono delle campane della chiesa.
La storia d'amore tra Mendel e Deborah si raffredda nel corso degli anni. Mendel scopre con orrore che la sua bellissima figlia Mirjam, "civettuola e sconsiderata come una gazzella", inizia una relazione amorosa con un cosacco, ha rapporti sessuali con altri soldati russi di stanza nel villaggio e diventa la spasimante dell'intera caserma. Qualche anno dopo Mendel dirà di lei: “Non ha potuto vivere senza uomini. Lei è pazza. "
Un giorno, i due figli maggiori di Mendel ricevono un ordine di arruolamento nell'esercito. Per il figlio minore Schemarjah, “intelligente e veloce come una volpe”, la madre (con il costoso aiuto del profittatore Kapturak) può organizzare l'abbandono dalla Russia; viene contrabbandato attraverso il confine occidentale ed ottiene i soldi per il passaggio a Trieste per raggiungere l'America. Il vecchio Jonas, "forte e lento come un orso", ha già lasciato la famiglia per sfuggire alla severa vita ebraica in famiglia e nello shtetl e fa il servizio stabile presso il cocchiere Sameschkin, ama bere alcolici ed è chiamato per diversi anni di servizio militare.
Qualche anno dopo, Mac, l'amico americano e socio in affari di Schemarjah, contatta i Singer a Zuchnow: il figlio, che ora si fa chiamare Sam, manda soldi ai suoi genitori e fa sapere in una lettera che è emigrato a New York, ha trovato un lavoro redditizio lì e da allora è sposato e vuole portare la sua famiglia nel "paese libero" con i risparmi che ha guadagnato. I genitori prendono la difficile decisione di lasciare il figlio Menuchim in Russia, contrariamente alle istruzioni del rabbino, e di affidare le cure alla vicina famiglia ebrea Billes, che può vivere gratuitamente nella casa dei Singer.
Seconda parte
Mendel, Deborah e Mirjam salgono a bordo di un transatlantico a Bremerhaven dopo un viaggio in carro di tre giorni. Dopo una quindicina di giorni di viaggio in nave arrivano a New York. Da bordo vedono la Statua della Libertà, il simbolo di una vita migliore. Anche se Mac li aiuta con la complicata procedura di ingresso e Sam e sua moglie Vega si prendono cura di loro immediatamente, Mendel ha grandi difficoltà a sentirsi a casa nella tentacolare metropoli: “L'America lo ha invaso, l'America l'ha rotto, l'America lo ha distrutto”. Dopo pochi minuti Mendel sviene. Non solo la lingua, tutto il resto gli è estraneo; anche suo figlio gli sembra uno straniero. Deborah, d'altra parte, si gode la vita vivace e Mirjam conquista un nuovo amante in Mac. Tuttavia, il rapporto di Mendel con sua moglie si sta raffreddando ancora di più, oramai la percepisce solo come un'anziana sconosciuta. Desidera anche rivedere Menuchim, ma non vuole ammetterlo a sé stesso.
L'America, che era stata a lungo neutrale nella politica globale, entra nella prima guerra mondiale nel 1917. Sam e Mac si offrono anche volontari sul fronte europeo, dove Sam muore. Il dolore di Deborah alla notizia della sua morte è così grande che muore di crepacuore. Jonas, il fratello maggiore, risulta disperso; Pochi giorni dopo, la figlia Mirjam comincia a soffrire di una grave psicosi ed è ricoverata in un istituto psichiatrico. A causa di questi colpi del destino, Mendel dubita molto della misericordia di Dio. Si rammarica della sua precedente, onesta vita di insegnante ebraico: "Sono stato pazzo per più di sessant'anni, oggi non lo sono". Bestemmia Dio e si ritira completamente dalla vita religiosa: "Non ho paura dell'inferno [...] I hai già sofferto tutti i tormenti dell'inferno. Il diavolo è più gentile di Dio ”. Tuttavia, esita a bruciare i suoi strumenti di preghiera. I suoi amici ebrei cercano di placarlo. Lo inducono a lasciare il suo squallido appartamento e trasferirsi nel retrobottega del negozio del rivenditore di dischi Skowronnek. Mendel vive lì molto isolato e svolge solo servizi minori nella sua comunità ebraica.Per alleviare la sfortuna della nuora vedova Vega, convince Vega a sposare Mac invece che il proprio caporeparto, mister Gluck.
Arriva la fine della guerra e viene festeggiata con i fuochi d'artificio. Quella sera Mendel si siede da solo nella sua stanza, sogna la sua vecchia casa e ascolta una canzone su uno dei dischi del grammofono di Skowronnek che lo tocca molto. Si chiama "la canzone di Menuchim" ed è stata composta da un musicista di nome Alexej Kossak - il cognome da nubile di Deborah. Una coppia del quartiere, dopo aver assistito ad un concerto dell'orchestra europea di questo direttore d'orchestra a New York viene interrogata su Mendel Singer da uno dei musicisti. Quando Mendel ne viene a conoscenza, ha un forte desiderio di scoprire finalmente il destino di Jonas e soprattutto di Menuchim, i quali considera morti. Ma non riesce a mettersi in contatto con Alexej Kossak direttamente. Tuttavia, il musicista arriva sorprendentemente come ospite alla festa della Pasqua ebraica a casa della famiglia Skowronnek e porta un messaggio dal figlio maggiore di Mendel, Jonas: Nonostante lo si credesse morto, correva voce che egli fosse stato arruolato tra le Guardie Bianche. Quando alla fine viene chiesto a Kossak di Menuchim, questi confessa che lui stesso è Menuchim. In seguito allo scoppio di un incendio a casa Singer, un medico lo aveva posto sotto la sua ala protettrice e lo aveva curato dalla sua malattia epilettica. In quanto prodigio musicale egli aveva avuto successo durante la guerra come direttore d'orchestra, aveva guidato una banda a San Pietroburgo e suonato davanti allo zar, era fuggito all'estero durante la rivoluzione russa, aveva fondato un'orchestra a Londra ed era divenuto così un famoso compositore.
Sopraffatto dalla gioia e dalla commozione, Mendel ritrova la sua fede e abbraccia il figlio ritrovato. Lascia che Menuchim lo accompagni alla sua lussuosa sistemazione in albergo e lo metta a letto come un bambino. Il giorno dopo fanno una gita al mare. Mendel si gode la vitalità appena ritrovata, riporta in vita vecchi ricordi e sogna una morte tardiva, "circondato da molti nipoti e pieno di vita, come è stato scritto in Giobbe". Menuchim promette di cercare i migliori medici per sua sorella Mirjam e di tornare a casa con lui in Europa dopo la fine del suo tour di concerti per presentarlo a sua moglie e ai suoi due figli e ritrovare Jonas. " Mendel si addormentò. E si riposò dal peso della felicità e dalla grandezza dei miracoli ".

## Edizioni in italiano
- Joseph Roth, Giobbe. Storia di un uomo semplice, trad. e prefazione di Giovanni Necco, Milano-Roma: F.lli Treves, 1932
- Joseph Roth, Giobbe. Romanzo di un uomo semplice, trad. di Laura Terreni, Milano: Adelphi, 1977 ISBN 88-459-0338-9
- Joseph Roth, Giobbe: romanzo di un uomo semplice, a cura di Vito Maistrello, Adelphi Milano, La nuova Italia, Scandicci 1999;
- Joseph Roth, Giobbe: Romanzo di un uomo semplice, prefazione di Gian Antonio Stella, traduzione Laura Terreni, Corriere della Sera, Milano 2002;
- Joseph Roth, Giobbe: romanzo di un uomo semplice, introduzione di Giorgio Manacorda, traduzione di Madeira Giacci, Ed. integrale, Newton, Roma 2010;

## Adattamenti per lo schermo
- 1936 - Sins of Man, regia di Otto Brower, Gregory Ratoff;[2]
- 1978 - Hiob, miniserie televisiva in 3 episodi, regia di Michael Kehlmann;[3]
- 2009 - Hiob, film per la televisione, regia di Peter Schönhofer, con André Jung, Hildegard Schmahl, Sylvana Krappatsch;[4]

## Teatro
- 2017 - Giobbe, la storia di un uomo semplice, dal romanzo di J. Roth, con Roberto Anglisani,[5] adattamento di Francesco Niccolini.[6]